# Tijd (Kosso & Dorentina)
Tijd is een lied van de Nederlandse rapper Kosso in samenwerking met de Duitse zangeres Dorentina. Het werd in 2021 als single uitgebracht en stond in hetzelfde jaar als elfde track op hun gezamenlijke album Beauty and the beast II.

## Achtergrond
Tijd is geschreven door Albert Dervishaj, Denis Obobasic, Dorentina Krasniqi en Oualid Rushdy en geproduceerd door Deno. Het is een nummer dat past in de genres nederhop en trap. In het lied rappen en zingen de artiesten over hoe om te gaan met de beperkte tijd die ze hebben. Zij wil dat hij er vaker is, terwijl hij de tijd gebruikt om veel geld te verdienen zodat ze later meer tijd hebben voor kinderen en elkaar. 
Het is niet de eerste keer dat de twee, die met elkaar getrouwd zijn, muzikaal met elkaar samenwerken. Ze brachten eerder al het album Beauty and the beast uit en hadden de hitsingles Bella, 500 PS, Al van mij, Shot en Patte samen. Na Tijd volgde nog het lied Bij je en het album Beauty and the beast II.

## Hitnoteringen
De artiesten hadden bescheiden succes met het lied in Nederland. Het stond op de 64e plaats van de Single Top 100 in de enige week dat het in deze hitlijst te vinden was. De Top 40 en haar Tipparade werden niet bereikt.